# Neopodomyia oralis
Neopodomyia oralis är en tvåvingeart som beskrevs av Townsend 1927. Neopodomyia oralis ingår i släktet Neopodomyia och familjen parasitflugor.
Artens utbredningsområde är Peru. Inga underarter finns listade i Catalogue of Life.